# Donald Roebling

Donald Roebling (1908-1959) va ser un excèntric inventor i filantrop nord-americà. Besnet de John A. Roebling i net de Washington A. Roebling (que van dissenyar diversos ponts). El seu invent més conegut és el primer de la família de vehicles militars amfibis amb erugues, el Landing Vehicle Tracked (LVT). En un primer moment havien estat dissenyats per a tasques de salvament als pantans de Florida, on ni vehicles terrestres ni aquàtics podien arribar.

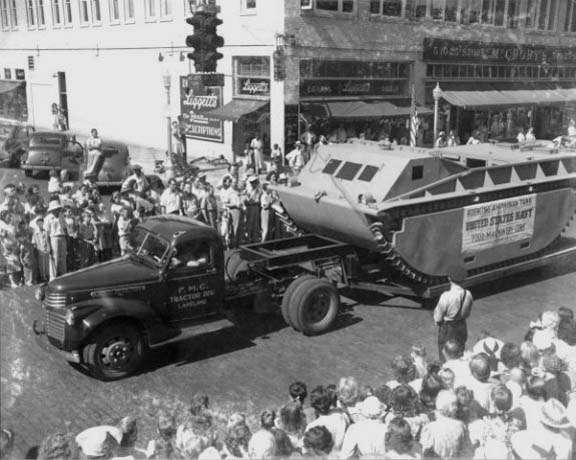
Un LVT-1 acabat de sortir de fàbrica el 1941 a Lakeland